# Proceratophrys strussmannae
Espèce
Proceratophrys strussmannae est une espèce d'amphibiens de la famille des Odontophrynidae.

## Répartition
Cette espèce est endémique du Mato Grosso au Brésil. Elle se rencontre dans les municipalités de Vale de São Domingos et d'Araputanga.

## Description
Les mâles mesurent de 41,1 à 47,3 mm et les femelles de 52,7 à 59,8 mm.

## Publication originale
- Ávila, Kawashita-Ribeiro & Morais, 2011 : A new species of Proceratophrys (Anura: Cycloramphidae) from western Brazil. Zootaxa, no 2890, p. 20-28.